# Pedro Manuel de Ataíde (1665-1722)
Pedro Manuel de Ataíde (Viana do Castelo, 1665 - Viena da Áustria 19 de Setembro de 1722) foi um nobre português, 5.º conde da Atalaia desde 1706 até à sua morte.
Acompanhou o pai na embaixada a Saboia e foi capitão de infantaria, donde passou para a armada que andava de guarda-costas. Em 1694 fugiu para a França por se achar implicado na morte do corregedor do Bairro Alto com o 6.º conde do Prado.
Serviu como voluntário em várias campanhas da Guerra da Sucessão Espanhola, no exército do duque de Villeroy. Voltou a Portugal em 1701 mas andou escondido, até que em 1704 serviu nas Armas do Minho, de que o pai era governador. Depois se incorporou ao terço do seu irmão D. João Manuel, que ia para a Beira.
O rei D. Pedro II de Portugal o perdoou logo ao começo desta campanha, nomeou-o tenente-general da cavalaria do Minho e, com o exército comandado por seu pai, foi juntar-se ao corpo expedicionário do tio, o marquês das Minas, com quem entrou em Madrid e seguiu depois para a Catalunha. 
Distinguiu-se na batalha de Almança, onde tomou o comando da ala direita. Pela saída do 1.º e do 2.º comandante, ficou ele comandante-chefe do exército português da Catalunha e, neste comando interino, entrou nas batalhas de Saragoça e Villaviciosa, pelo que foi louvado pelo Arquiduque Carlos da Áustria e pelo marechal Schomberg. 
Conservou a interinidade até 1713, ano em que ficou doente em Barcelona. Como as forças portuguesas tivessem entrado ao serviço de Carlos III da Espanha, o monarca concedeu-lhe as honras de Grande de Espanha, 1ª classe. Continuou a servi-lo, elevado a Imperador do Sacro Império Romano-Germânico, e foi nomeado vice-rei da Sardenha, general da cavalaria de Nápoles, governador de Castelnuovo, da mesma cidade, e do seu conselho.
Casou em Lisboa em 20 de Novembro de 1689 com D. Margarida Coutinho Teles da Silva (m. Lisboa, 19 de Novembro de 1695), dama do Paço, filha do 1.º Marquês de Alegrete. Dela teve um filho:
- Luiz Manuel (Lisboa, 1691 - 12 de Outubro de 1716). Capitão de cavalos na Catalunha com o pai, coronel do regimento de infantaria do reino. Morreu assassinado.

Teve também três filhos naturais:
- Francisco, sem descendência
- Maria, freira, sem descendência
- Tereza, sem descendência

Herdou assim o título seu irmão, João Manuel de Noronha.